# Marangos
Marangos (grekiska: Μαραγκός) är en mindre, obebodd ö i Grekland. Den ligger strax öster om Skiathos i ögruppen Sporaderna och regionen Thessalien, vid inloppet till hamnen i huvudorten Skiathos. Arean är 0,17 kvadratkilometer.